# Napoleone a Sant'Elena
Napoleone a Sant'Elena è uno sceneggiato televisivo a contenuto storico, girato nel 1973 per il Programma Nazionale Rai, diretto da Vittorio Cottafavi.
Lo sceneggiato andò in onda nella prima serata della domenica in quattro puntate dal 28 ottobre al 18 novembre 1973, ed è stato riproposto per la rubrica Rewind di Rai Storia nell'aprile 2010.

## Trama
La ricostruzione degli eventi politici e diplomatici avvenuti a seguito del rientro in Francia di Napoleone Bonaparte dopo la disfatta di Waterloo, e del conseguente esilio a Sant'Elena, dove rimarrà fino alla morte, "avvenuta in circostanze misteriose". Vengono descritti i rapporti con i suoi sorveglianti, le dinamiche interne, intercorse con il suo seguito di ufficiali, la difficile vita nell'isola e le speranze di fuga, unite a quelle di una sollevazione popolare in Francia che lo riporti in patria, frustrate dall'esito sfavorevole del Congresso di Aquisgrana e la decisione di affidare "a persone di fiducia la stesura delle sue memorie".

### Episodi

#### Prima puntata

Arnoldo Foà, narratore dello sceneggiato

Il narratore Arnoldo Foà, che accompagna lo spettatore per tutto lo sceneggiato, introduce gli eventi che, dalla sconfitta nella battaglia di Waterloo, portano Napoleone sull'Île-d'Aix, una piccola isola che si affaccia sull'Oceano Atlantico, dove il Maresciallo Henri Gatien Bertrand, suo fedelissimo, a seguito del proclama delle potenze alleate che qualifica l'Imperatore come "nemico del mondo", tenta di indurlo ad imbarcarsi su di una goletta danese per fuggire verso gli Stati Uniti. Napoleone sembra accettare l'idea ma in un secondo momento, su consiglio del generale Gaspard Gourgaud, che fa parte del suo seguito, accetta, nonostante le obiezioni del fratello Giuseppe, di consegnarsi agli inglesi.
Il capitano Frederick Lewis Maitland, comandante del vascello HMS Bellerophon che incrocia nella acque prospicienti Rochefort, si impegna ad imbarcare Napoleone ed il suo seguito sulla sua nave per condurlo in Inghilterra e nello stesso momento a Londra il Primo ministro Lord Liverpool inizia una serie di riunioni informative con i membri del Governo per prendere una decisione sulla sorte dell'Imperatore ma l'idea di consegnarlo ai prussiani che intendono giustiziarlo è respinta dal Duca di Wellington, mentre un processo viene ritenuto, data la grande popolarità di Napoleone, destabilizzante ed analoga opinione è espressa in merito alla sua prigionia nel paese.
La situazione di stallo preoccupa Napoleone, soprattutto dopo che il generale Gourgaud, precedentemente inviato a Londra con una lettera di resa da recapitare a Re Giorgio III, gli riferisce che gli è stato impedito di sbarcare sul suolo inglese, ed analogo provvedimento viene preso nei confronti di Napoleone e del suo seguito, mentre la stampa britannica chiede in maggioranza la sua reclusione: dapprima nella Torre di Londra od in qualche luogo simile e successivamente in qualche isola lontana dall'Europa, tra le quali quella di Sant'Elena. Lord Liverpool, sempre alla ricerca di una soluzione rapida, anche a fronte dell'opinione pubblica che si schiera apertamente in favore di Napoleone, accetta l'idea dell'esilio ed inizia i preparativi per il trasporto dell'Imperatore verso l'isola.

#### Seconda puntata

Renzo Palmer interpreta Napoleone Bonaparte

L'Ammiraglio George Cockburn legge ad uno sdegnato Napoleone il messaggio con il quale il Governo britannico gli comunica del suo esilio, specificando che solo tre degli ufficiali del suo seguito potranno seguirlo; l'Imperatore, a dispetto delle intenzioni degli inglesi, cerca di prendere tempo ed anche l'opposizione inglese tenta di trattenerlo in Gran Bretagna con uno stratagemma; a Lord Liverpool infatti giunge la notizia che Napoleone è stato citato in giudizio come testimone in un processo sulla condotta della Marine impériale in una battaglia avvenuta alle Antille contro la Royal Navy e Napoleone sarebbe obbligato a presentarsi, potendo finalmente sbarcare dal Bellerophon. Il Governo britannico attua immediatamente una contromossa: il vascello viene fatto veleggiare al largo, sia per allontanare la grande massa di curiosi che giornalmente incrociano per vedere l'Imperatore, che per impedire al messo di raggiungerlo e di consegnargli la citazione ed in quel momento Napoleone comprende che il suo destino è segnato.
Il Bellerophon giunge a Sant'Elena ed a Napoleone viene assegnata come residenza permanente un'antica villa, la Longwood House, dove vivrà sotto la sorveglianza del capitano William Poppleton; nella stessa villa sono alloggiati i generali Gourgaud e Montholon, mentre il Maresciallo Bertrand, su insistenza della moglie, chiede di stabilirsi insieme a lei in un cottage non lontano dalla villa. La permanenza della piccola corte sull'isola non è agevole, da un lato per la sorveglianza imposta a Napoleone e dall'altra per le continue speranze di restaurazione in Francia, dovute al tempo libero e da sporadiche e mai confermate notizie che giungono dagli equipaggi delle navi che attraccano al porto dell'isola.
L'apertura del Congresso di Aquisgrana, dove Napoleone vorrebbe fare arrivare la sua voce mediante i suoi familiari, sembrerebbe portare nuove speranze per un ritorno in Europa ma la sostituzione dell'ammiraglio Cockburn con il pari grado Pulteney Malcolm come responsabile della sorveglianza dell'Imperatore ed il contemporaneo arrivo del nuovo governatore dell'isola, il generale Hudson Lowe, unito a quello di quattro commissari, uno per ogni paese della Quadruplice Alleanza, incaricati di verificare la prigionia di Napoleone, iniziano a frustrarle.

#### Terza puntata
Napoleone inizia a dettare le sue memorie al Conte de Las Cases, con particolare rammarico per la sconfitta a Waterloo, che lui imputa alla sfortuna, ma i rapporti con il nuovo governatore sono tesi e questi chiede a tutti i francesi presenti a Sant'Elena, ufficiali e domestici, di firmare una dichiarazione con la quale accettano le medesime restrizioni imposte all'Imperatore e, in caso di diniego, devono lasciare l'isola ma gli ufficiali, ritenendo che questo sia uno stratagemma di Lowe per isolarlo, nonostante l'ordine contrario di Napoleone, la firmano, accettando di continuare a condividere il suo esilio. Viene inoltre abbassato l'appannaggio alla corte francese e ne viene contestato l'eccessivo spreco di cibo e Napoleone, allo scopo di portare l'opinione pubblica dalla sua parte, fonde una parte della sua argenteria per reperire denaro.

Giacomo Piperno interpreta il generale Gaspard Gourgaud

Nei mesi successivi i rapporti tra i due non migliorano e, dopo l'ennesima lite, Napoleone chiede all'ammiraglio Malcolm di comunicare a Lowe che non intende più vederlo e contemporaneamente inizia a maturare l'idea di un tentativo di fuga dall'isola, confidando nell'aiuto dello Zar Alessandro, che, in caso fosse messo a conoscenza dal Conte de Las Cases, attraverso il delegato russo presente a Sant'Elena, che l'Imperatore intende utilizzare un carteggio compromettente, intercorso tra i due prima della campagna di Russia ed in possesso del fratello, potrebbe intercedere a suo favore ma il Conte viene arrestato da Lowe e la corrispondenza ed il suo diario vengono sequestrati; Napoleone, sospettando che il Conte possa avere surrettiziamente fatto avere la corrispondenza a Lowe allo scopo di venire allontanato dall'isola, gli ingiunge di partire.
La stesura delle memorie da parte di Napoleone procede con il dottor O'Meara, suo medico inglese, al quale spiega le cause del fallimento della campagna di Russia, dovuto all'incendio di Mosca, con il conseguente ritiro della Grande Armée; contemporaneamente il generale Gourgaud chiede udienza a Lowe, riferendogli di essere stato maltrattato dall'Imperatore e che di conseguenza intende lasciare Sant'Elena, ottenendone la fiducia ed il permesso di recarsi in Inghilterra, ma in realtà Gourgaud è stato incaricato da Napoleone di trovare la maniera di tornare in Europa. L'esito negativo del congresso di Aquisgrana getta nello sconforto l'Imperatore ed anche il dottor O'Meara viene trasferito ma i propositi di fuga non vengono meno ed il Conte Balmain, delegato russo, riesce con uno stratagemma a fare avvicinare all'isola una nave sulla quale Napoleone dovrebbe imbarcarsi nascosto in una cesta per la biancheria ma, prima che questo possa avvenire, la scialuppa che dovrebbe riportare il comandante russo sulla nave viene fatta allontanare e sostituita con una inglese, facendo sfumare il piano.

#### Quarta puntata

Umberto Ceriani e Walter Maestosi interpretano il generale Carlo Tristano di Montholon ed il Maresciallo Henri Gatien Bertrand

Napoleone riceve la notizia dell'ottenuta indipendenza dell'Irlanda dal Regno Unito e di moti di ribellione contro i realisti in Francia e nelle sue colonie, dove la popolazione sembrerebbe chiedere il ritorno dell'Imperatore, ma tali voci si rivelano infondate e questo, unito alla notizia che i militari rimasti in patria hanno giurato fedeltà a Re Luigi XVIII, gli fa svanire le ultime speranze di abbandonare Sant'Elena. Dopo quattro anni di permanenza sull'isola Albine de Montholon chiede ed ottiene, non senza resistenza da parte di Napoleone, di partire per fare ritorno in Francia, a condizione che il marito rimanga a Sant'Elena, mentre Napoleone continua a dettare le sue memorie, spiegando i motivi che lo hanno portato, con l'aiuto di Joseph Fouché, alla repressione dei giacobini ed alla fucilazione del Duca di Enghien.
L'arrivo a Sant'Elena di Don Vignali, un prete cattolico inviato dalla madre di Napoleone insieme ad un medico, il dottor Francesco Antommarchi, gli offre l'occasione di mostrarsi amichevole nei confronti di Papa Pio VII, allo scopo di farlo intercedere a favore del figlio Napoleone II di Francia, tenuto in custodia, ma in realtà in prigionia, a Vienna nel castello di Schönbrunn, ma anche questa speranza si rivelerà vana. L'imperatore con il passare del tempo sembra rassegnarsi a rimanere sull'isola, dedicandosi a lavori domestici e tentando un approccio alla moglie del Maresciallo Betrand, Fanny de Dillon, che tuttavia respinge la proposta di diventare la sua amante dopo la partenza di Albine de Montholon.
Alla fine del 1820 la salute di Napoleone inizia e peggiorare ma egli rifiuta di prendere le medicine prescrittegli dal medico e le sue condizioni rapidamente si aggravano; la morte della sorella Elisa lo inducono a redigere il suo testamento, nel quale nomina Betrand, Montholon e Marchand suoi esecutori testamentari, disponendo che le sue spoglie riposino a Parigi ed assumendosi la responsabilità della morte del Duca di Enghien. Il suo rifiuto a curarsi lo porta rapidamente alla morte, che sopraggiunge alle 17.50 del 5 maggio 1821; la sua salma, accompagnata da Bertrand e Montholon, venne trasportata nel 1840 a Parigi, nella chiesa di Saint-Louis des Invalides dove si trova ancora oggi.

## Produzione

### Regia
La regia di Vittorio Cottafavi venne realizzata su soggetto di Roberto Mazzucco e documentazione di Bruno D'Agostini, che si avvalse di Carlo Zaghi come consulente storico.

### Sceneggiatura
La sceneggiatura era firmata da Giovanni Bormioli e dallo stesso Cottafavi.

### Cast
Oltre a Renzo Palmer nel ruolo del protagonista Napoleone Bonaparte ed ai personaggi principali il cast comprendeva diversi attori, tutti di formazione teatrale:
- Fernando Cajati: Generale Anne Jean Marie René Savary
- Varo Soleri: Louis-Étienne Saint-Denis
- Leonardo Severini: Conte Balmain
- Aldo Barberito: Dottor Arnott
- Claudio De Davide: Capitano Besson
- Ruggero De Daninos: Lord Eldon
- Paolo Rovesi: Cipriani
- Luigi Sportelli: Santini
- Guido De Salvi: Capitano William Poppleton
- Giuseppe Fortis: Montchenu
- Diego Ghiglia: Capitano Golovnin
- Luigi Casellato: Joseph Fouché
- Gualtiero Isnenghi: Don Vignali
- Roberto Gavioli: dottor Francesco Antommarchi